# John Mayer Trio
John Mayer Trio – amerykański zespół bluesowo-rockowy powstały w Los Angeles w 2005 roku. Zespół tworzą kompozytor i gitarzysta John Mayer, basista Pino Palladino i perkusista Steve Jordan.

## Historia
John Mayer po raz pierwszy wystąpił z Jordanem i Palladino w styczniu 2005 roku na koncercie charytatywnym Tsunami Concert of Hope. Ich wspólny występ wywarł na Mayerze duże wrażenie. Wykorzystując okazję współpracy z doświadczonymi muzykami Mayer utworzył Trio. John Mayer Trio było swego rodzaju eksperymentem, w którym trzech zaprzyjaźnionych muzyków spotkało się, aby rozkoszować się muzyką. Pierwsze swoje występy miało Trio jako grupa wstępna na A Bigger Bang Tour Rolling Stonesów. Pierwsze krytyki występów były polaryzujące. Po występie Trio 6 października 2005 roku, Alan Light, z magazynu Rolling Stone stwierdził: nie ma co się oszukiwać, ten były student Berklee College of Music (Mayer) jest niesamowitym gitarzystą. Do tego w zespole z asami studyjnymi takimi jak Jordan i Palladiono...no, niezłego zagrał bluesa. Po namyśle dodał, że mimo to felerem Mayera jest jego nadgorliwość.
W lutym 2005 roku Trio nagrało ekskluzywnie dla iTunes singla Come When I Call. Pomimo że Rolling Stone nie był zachwycony samym utworem, okrzyknął Mayera miniaturką Stevie Ray Vaughana i przyznał w recenzji singlowi trzy z czterech możliwych gwiazdek.
W listopadzie tego samego roku Columbia Records wydała jedyny album Trio Try!. Na płycie znalazły się utwory "Wait Until Tomorrow" Jimiego Hendriksa i "I Got a Woman" Raya Charlesa, jak również utwory Mayera "Daughters" i "Something's Missing" z jego poprzedniego albumu Heavier Things. Try! jest albumem koncertowym i prezentuje bardziej wykonanie muzyków niż ich własne kompozycje, pomimo to otrzymał nominację do Grammy Award jako najlepszy rockowy album roku 2005.

## DziedzictwoTry!
W 2006 roku Mayer ogłosił zawieszenie działalności Trio. 8 grudnia 2007 roku Trio wystąpiło jeszcze raz na koncercie Mayera w Los Angeles. Koncert ten został nagrany i wydany jako DVD pod tytułem Where the Light Is – John Mayer Live in Los Angeles. Film złożony jest z trzech części, z których jedna poświęcona jest Trio.
Doświadczenia Mayera jakie zdobył w trakcie występów z Trio miały duży wpływ na styl jego ostatniego studiowego albumu Continuum. Steve Jordan był również autorem utworu "In Repair" i współproducentem albumu.
W dniu publikacji Continuum Mayer ogłosił, że Trio planuje nagrać album studyjny.
W styczniu 2009 roku John Mayer rozpoczął pracę nad nowym albumem, Battle Studies. Steve Jordan bierze udział również w tej produkcji.

## Skład zespołu
- John Mayer – frontman, gitara
- Pino Palladino – gitara basowa, wokal
- Steve Jordan – perkusja, wokal

## Dyskografia
- Try! (2005)
- Who Did You Think I Was (2005), singiel